# Solanum pabstii
Solanum pabstii är en potatisväxtart som beskrevs av Lyman Bradford Smith och Robert Jack Downs. Solanum pabstii ingår i släktet skattor som ingår i familjen potatisväxter. Inga underarter finns listade i Catalogue of Life.